# Терёхин, Николай Васильевич
Николай Васильевич Терёхин (5 мая 1916, село Чардым, Саратовская губерния — 30 декабря 1942, Новгородская область) — советский лётчик-истребитель, участник Великой Отечественной войны, майор.
Один из двух советских лётчиков (наряду с А. С. Хлобыстовым), трижды совершивших воздушный таран, причём два тарана — в одном бою:
- 10 июля 1941 года в одном из воздушных боёв, израсходовав все боеприпасы, тараном сбил «Юнкерс-88» и уже повреждённой своей машиной вторым тараном сбил ещё один «Юнкерс-88»[3].
- 18 июля 1941 года на исходе воздушного боя, не имея боеприпасов, умелым таранным манёвром вогнал в землю самолёт противника «Дорнье-17»[4].

## Биография
Окончил семилетку и поступил в Саратовский автодорожный техникум, где был избран секретарём комсомольской организации.
В рядах Красной Армии с 1934 года. Окончил 4-ю Военную авиационную школу лётчиков в городе Энгельсе в 1936 году. Участник советско-японского вооружённого конфликта на реке Халхин-Гол в 1939 году и похода частей Красной Армии в Западную Белоруссию 1939 года. Член ВКП(б) с 1939 года.
На фронтах Великой Отечественной войны — с 1941 года. Воевал в составе 161-го иап (командир эскадрильи, старший лейтенант), с августа 1941 года командовал 10-м истребительным авиационным полком, который сражался в составе ВВС Калининского, Волховского и Северо-Западного фронтов.
На 30 мая 1942 года имел 15 лично сбитых самолётов противника.
Погиб в воздушном бою 30 декабря 1942 года в районе озеро Вершинское — ст. Пола (Новгородская область). К моменту гибели на счету майора Н. В. Терёхина числилось около 250 выполненных боевых вылетов и 17 сбитых самолётов противника.
Был похоронен в деревне Добывалово Валдайского района Новгородской области; после войны его прах перезахоронен в городе Валдай в Сквере Героев. На серой каменной плите высечено: «Майор Н. В. Терёхин геройски погиб в воздушном бою с немецко-фашистскими захватчиками над городом Валдаем в 1942 году».

## Награды
- Награждён орденами Ленина (1941) и Отечественной войны 1-й степени (1942).
- Представлялся к званию Героя Советского Союза, но награждён не был[8].

## Память
- Константин Симонов посвятил Николаю Терёхину стихотворение «Секрет победы».
- В честь Н. В. Терёхина названа улица в г. Могилёв (Беларусь).
- Именем Терёхина названа улица в родном селе Чардым (Пензенская область). Упомянут на памятнике погибшим.